# Anakin Skywalker
Anakin Skywalker is een personage uit de negendelige filmserie Star Wars van George Lucas. Anakin is intrinsiek en in potentie de grootste Jedi die ooit geleefd heeft. Hij is de vader van Luke Skywalker en Leia Organa en de grootvader van Kylo Ren (Ben Solo).

## Biografie

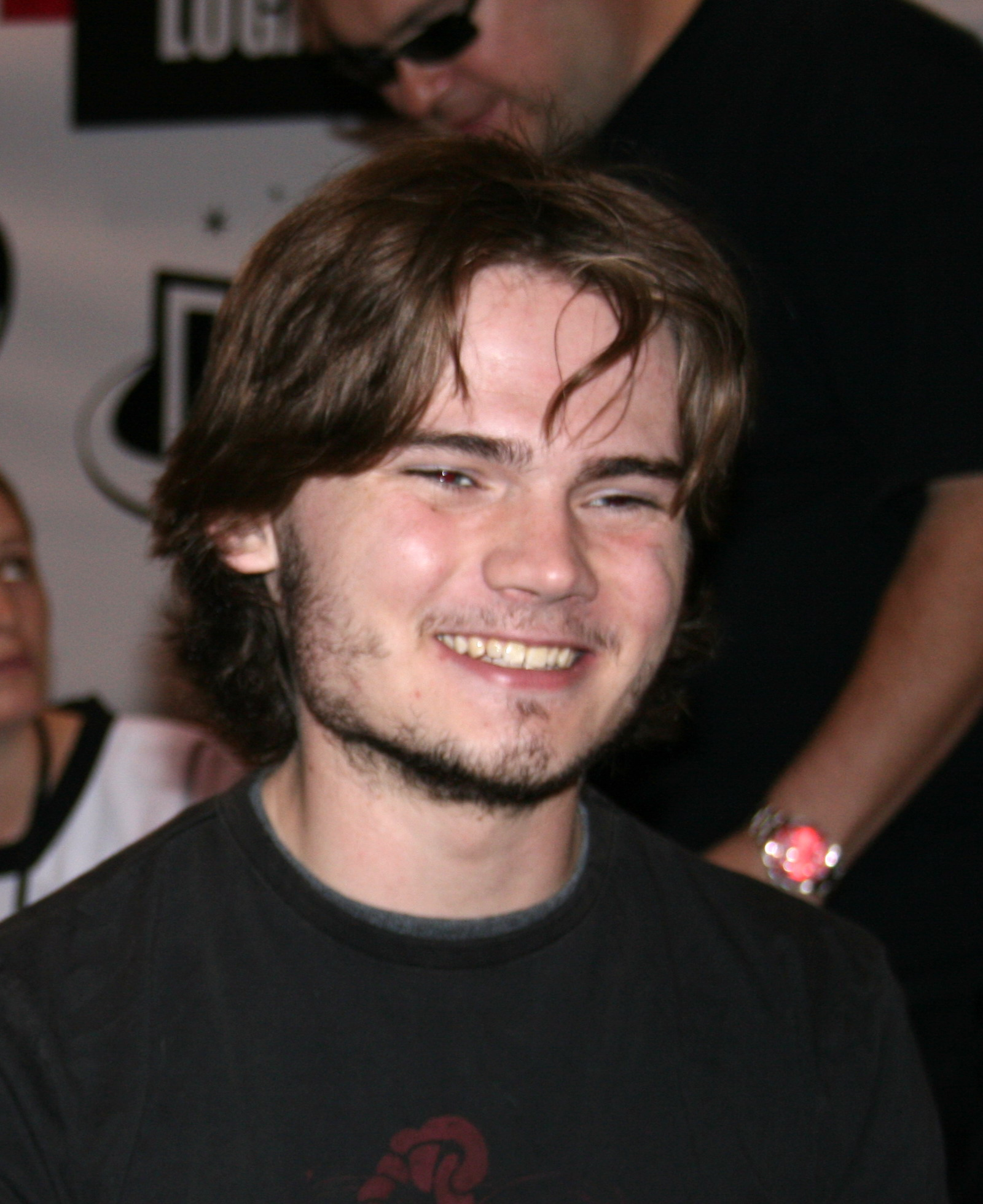
Jake Lloyd speelde de negenjarige Anakin

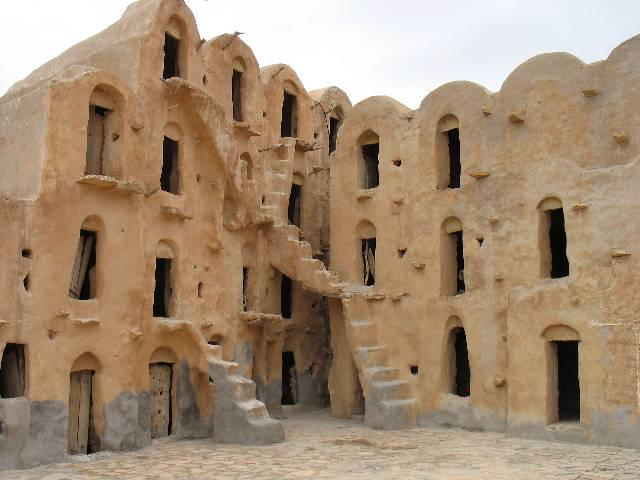
De woonplaats van de jonge Anakin, in werkelijkheid Ksar Ouled Soltane in Zuid-Tunesië

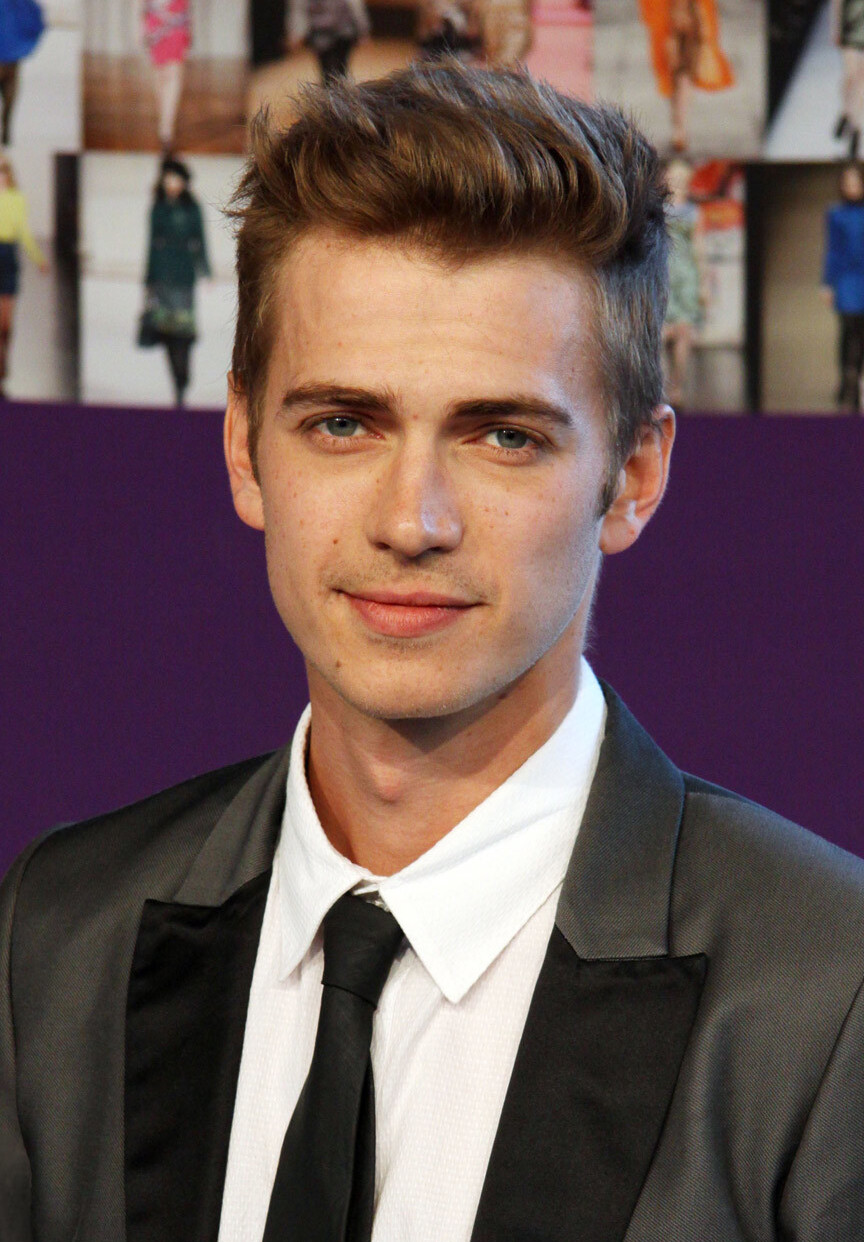
Hayden Christensen speelde de volwassen Anakin

### Episode I: The Phantom Menace
Anakin wordt door Jedimeester Qui-Gon Jinn ontdekt wanneer hij ongeveer 9 jaar oud is. Hij leeft op de planeet Tatooine samen met zijn moeder Shmi Skywalker als slaaf van schroothandelaar Watto. Qui-Gon merkt dat Anakin ongekende reflexen heeft wat hem aanmerkt als potentieel Jedimateriaal. Qui-Gon komt erachter dat Anakin ongelooflijk veel midichlorians in zijn bloed heeft, hetgeen dat Jedi gevoelig maakt voor de force, meer dan ooit gemeten. Omdat Anakin geboren is zonder vader denkt Qui-Gon dat hij verwekt is door de Kracht zelf, en heeft hij het vermoeden dat Anakin de Uitverkorene (Chosen One) is. De Profetie zegt dat deze persoon de Sith verslaat en de Kracht weer in Balans brengt. Anakin helpt Qui-Gon om geld te verdienen door deel te nemen aan een podrace en deze ook te winnen. Daarna mag Anakin mee met Qui-Gon om een Jedi te worden, nadat de laatste hem bevrijd had uit zijn slavernij door middel van een weddenschap met Watto. De Jediraad vindt echter dat Anakin te oud is om nog opgeleid te worden; bovendien zou hij later weleens een gevaar kunnen gaan betekenen. Anakin mist zijn moeder erg waardoor hij zeer angstig is. Anakin bewijst zijn kwaliteiten als piloot dan al tijdens de Slag om Naboo, waarin hij het droidcontroleschip van de Handelsfederatie (Trade Federation) van binnenuit opblaast met zijn geleende, gele Naboo N1-Sterrenjager.
Angst leidt tot woede. Woede leidt tot haat. Haat leidt tot pijn. Pijn leidt naar de Duistere Kant. (Citaat van Yoda uit Episode I)
Anakin wordt nadat Qui-Gon sterft toch opgeleid door diens leerling Obi-Wan Kenobi.

### Episode II: Attack of the Clones
Het volgende beeld dat we van Anakin krijgen is wanneer hij al een jongeman geworden is, zo'n 10 jaar later. Hij is al zeer bekwaam in het gebruiken van de Kracht, maar zijn macht heeft hem ook wat arrogant gemaakt. Samen met zijn meester Obi-Wan krijgt hij de opdracht om senator Amidala te beschermen. Senator Amidala was vroeger de koningin van Naboo en Anakin kent haar nog als Padmé. Anakin blijft alleen over om haar te beschermen wanneer Obi-Wan een dringende missie heeft. Op de planeet Naboo worden Anakin en Padmé verliefd maar deze liefde is verboden en ze besluiten hun gevoelens te verbergen.
Anakin heeft last van nachtmerries over zijn moeder en daarom gaat hij samen met Padmé naar Tatooine. Daar ontdekt hij dat zijn moeder niet langer een slaaf is en dat ze getrouwd is, maar ze is ook ontvoerd door Zandmensen. Anakin wil haar nog redden maar ze sterft in zijn armen waardoor Anakin razend wordt. Anakin vermoordt alle zandmensen met zijn lichtzwaard, niet alleen de mannen, maar ook de vrouwen en de kinderen. Zijn Duistere Kant wordt getoond en hij is nu in de war omdat hij weet dat hij dit niet had mogen doen.
Anakin heeft echter niet veel tijd om na te denken want hij moet Obi-Wan gaan helpen. Deze wordt vastgehouden door Graaf Dooku, een nieuwe Sith Lord die nu ook door het leven gaat als Darth Tyranus. Anakin en Padmé worden gevangengenomen en Padmé kust hem uiteindelijk als ze ten dode zijn opgeschreven. Sterven doen ze echter niet en na een gevecht tussen Jedi en droids komen Anakin en Obi-Wan tegenover Darth Tyranus te staan. Anakin verliest zijn hand maar Jedimeester Yoda redt zowel Anakin als Obi-Wan. Anakin en Padmé trouwen dan in het geheim op Naboo. Inmiddels zijn de Kloonoorlogen begonnen, wanneer ruimen vol Clone Troopers zich opmaken voor de oorlog.

### Episode III: Revenge of the Sith
Het verhaal gaat verder in het derde jaar van de Kloonoorlogen. Kanselier Palpatine is gevangengenomen door Darth Tyranus en Generaal Grievous. Anakin en Obi-Wan moeten hem bevrijden. Anakin onthoofdt Darth Tyranus en redt de kanselier en Obi-Wan van een wisse dood.
Padmé is zwanger en Anakin en zij moeten dit geheim zien te houden voor de andere Jedi. Anakin krijgt nachtmerries waarin Padmé overlijdt bij de geboorte van hun kind. Kanselier Palpatine (die eigenlijk Darth Sidious is, de belangrijkste Sith) ziet dat Anakin worstelt met deze dromen en biedt een mogelijkheid om Padmé te redden. Hiervoor moet Anakin wel overstappen naar de Duistere Kant. Vooralsnog weigert Anakin dat.
Intussen is Anakin toegelaten tot de Jedi-Raad, maar hij wordt nog niet als Jedi-Meester gezien. Dit doet hem erg pijn en Palpatine speelt hier handig op in. Weer krijgt Anakin de mogelijkheid om naar de Duistere Kant over te stappen en weer lukt het hem om die verleiding te weerstaan.
Anakin toont berouw van zijn verraderlijke acties richting de Jedi en wil dit goed maken. Hij ontmoet Kanselier Palpatine terwijl deze in gevecht is met Mace Windu, een krachtige Jedimeester. Op het heetst van de strijd, als Palpatine overwonnen lijkt, speelt deze in op de twijfels die Anakin nog steeds heeft. Anakin grijpt in en zorgt voor de dood van Mace Windu. Hij beseft dat hij is overgelopen naar de Duistere Kant en knielt voor Darth Sidious. Van hem krijgt hij de naam Darth Vader.
Anakin krijgt een nieuwe opdracht om alle Separatistische leiders te vermoorden op Mustafar, en zegt Padmé hem niet te volgen omdat hij niet wil dat zijn vrouw hem ziet tijdens zijn duistere daden.
Als Anakin erachter komt dat Obi-Wan zijn vrouw heeft verteld van zijn duistere daden, wordt Anakin razend, wat resulteert in een duel tussen meester en leerling. In een spectaculair gevecht op de lavaplaneet Mustafar raakt Anakin zwaargewond. Hij wordt gered door Darth Sidious die als Palpatine Keizer is geworden van het Galactische Keizerrijk. Darth Sidious zorgt dat Anakin protheses krijgt en een pak om te kunnen voortleven. De overgang van Anakin naar de Duistere Kant is nu compleet. Ondanks alle ellende die hij zichzelf en anderen heeft aangedaan, zit er nog gevoel in Darth Vader. Als hij hoort dat Padmé is overleden, slaakt hij een ijselijke kreet.

### Episode VI: Return of the Jedi
In de zesde episode van de Star Wars saga strijdt Luke Skywalker voor de laatste keer tegen zijn vader, Darth Vader. Maar nu met de intentie om hem over te halen naar de Lichte Kant van de Kracht. Doordat Luke het bijna begaf tegen de Krachtbliksems van Darth Sidious/de Keizer, doodt Vader zijn Meester en wordt opnieuw Anakin Skywalker. De Uitverkorene (the Chosen One) weet de Profetie dus uiteindelijk toch nog te vervullen door de Sith (Darth Vader en Darth Sidious) te verslaan en de Balans te herstellen binnen de Kracht. Want ook Anakin sterft als hij zijn zoon vraagt hem nog een keer te kunnen zien met zijn eigen ogen. Luke verwijdert het gehate masker van Darth Vader, en zonder zijn ademhalingssysteem kan Anakin alleen nog zeggen dat hij al die tijd gelijk had gehad, betreffende zijn lot.
Nadat Anakin gestorven is komt hij nog een keer terug als geest. Aan het eind van Return of the Jedi, bij de viering van de overwinning op het Galactische Keizerrijk, verschijnt zijn geest naast die van Obi-Wan Kenobi en Yoda.

## Acteurs
De negenjarige Anakin Skywalker wordt gespeeld door Jake Lloyd in Episode I. In Episode II (wanneer Anakin een 19-jarige Jedi-Padawan is), in Episode III (wanneer Anakin een Jedi-Ridder is, die aan het eind van de film een Sith-Leerling wordt) en in de televisieseries Obi-Wan Kenobi en Ahsoka wordt Skywalker gespeeld door Hayden Christensen. In Episode III heeft Christensen zich ook in het kenmerkende harnas van Darth Vader laten zien aan het eind van de film. James Earl Jones spreekt dan de zware stem in die uit het harnas komt. James Earl Jones sprak ook de stem van Darth Vader in in deel IV, V en VI. Op het einde van Episode VI speelt Sebastian Shaw de 45-jarige Anakin voordat hij sterft. In Episode IX is de stem van Hayden Christensen als Anakin te horen op het einde van de film.

## Expanded Universe
Anakin Skywalker is een hoofdpersonage in onder andere de series Star Wars: Clone Wars. Ook komt hij voor in de verschillende boeken en strips, over het algemeen betrekking hebbend op de Kloonoorlogen en de aanleiding daartoe. Het boek 'Rogue Planet' vormt een uitzondering op de regel. Dit boek is in het Nederlands verschenen onder de titel: "De Woeste Planeet." Het speelt zich even na de gebeurtenissen in Episode I af. Hierin gaat een nog jonge Padawaan Anakin Skywalker, samen met Obi-Wan Kenobi op zoek naar de verdwenen Jedi Vergere. Het is de tijd dat Anakin nog niet heel lang bij de Jedi is. Het is een van de eerste missies samen met Obi-Wan. 

## Stamboom Skywalkerfamilie
Stamboom van de familie Skywalker in de officiële filmreeks:
| Cliegg Lars    | Cliegg Lars    | Cliegg Lars    | Cliegg Lars    | Cliegg Lars    | Cliegg Lars    |  |  | Shmi Skywalker   | Shmi Skywalker   | Shmi Skywalker   | Shmi Skywalker   | Shmi Skywalker   | Shmi Skywalker   |          |          |               |               |               |               |               |               |             |             |             |             |             |             |             |             |  |  |  |  |  |  |  |  |
| Cliegg Lars    | Cliegg Lars    | Cliegg Lars    | Cliegg Lars    | Cliegg Lars    | Cliegg Lars    |  |  | Shmi Skywalker   | Shmi Skywalker   | Shmi Skywalker   | Shmi Skywalker   | Shmi Skywalker   | Shmi Skywalker   |          |          |               |               |               |               |               |               |             |             |             |             |             |             |             |             |  |  |  |  |  |  |  |  |
|                |                |                |                |                |                |  |  |                  |                  |                  |                  |                  |                  |          |          |               |               |               |               |               |               |             |             |             |             |             |             |             |             |  |  |  |  |  |  |  |  |
| Owen Lars      | Owen Lars      | Owen Lars      | Owen Lars      | Owen Lars      | Owen Lars      |  |  | Anakin Skywalker | Anakin Skywalker | Anakin Skywalker | Anakin Skywalker | Anakin Skywalker | Anakin Skywalker |          |          | Padmé Amidala | Padmé Amidala | Padmé Amidala | Padmé Amidala | Padmé Amidala | Padmé Amidala |             |             | Bail Organa | Bail Organa | Bail Organa | Bail Organa | Bail Organa | Bail Organa |  |  |  |  |  |  |  |  |
| Owen Lars      | Owen Lars      | Owen Lars      | Owen Lars      | Owen Lars      | Owen Lars      |  |  | Anakin Skywalker | Anakin Skywalker | Anakin Skywalker | Anakin Skywalker | Anakin Skywalker | Anakin Skywalker |          |          | Padmé Amidala | Padmé Amidala | Padmé Amidala | Padmé Amidala | Padmé Amidala | Padmé Amidala |             |             | Bail Organa | Bail Organa | Bail Organa | Bail Organa | Bail Organa | Bail Organa |  |  |  |  |  |  |  |  |
|                |                |                |                |                |                |  |  |                  |                  |                  |                  |                  |                  |          |          |               |               |               |               |               |               |             |             |             |             |             |             |             |             |  |  |  |  |  |  |  |  |
|                |                |                |                |                |                |  |  |                  |                  |                  |                  |                  |                  |          |          |               |               |               |               |               |               |             |             |             |             |             |             |             |             |  |  |  |  |  |  |  |  |
| Luke Skywalker | Luke Skywalker | Luke Skywalker | Luke Skywalker | Luke Skywalker | Luke Skywalker |  |  |                  |                  |                  |                  |                  |                  | Han Solo | Han Solo | Han Solo      | Han Solo      | Han Solo      | Han Solo      |               |               | Leia Organa | Leia Organa | Leia Organa | Leia Organa | Leia Organa | Leia Organa |             |             |  |  |  |  |  |  |  |  |
| Luke Skywalker | Luke Skywalker | Luke Skywalker | Luke Skywalker | Luke Skywalker | Luke Skywalker |  |  |                  |                  |                  |                  |                  |                  | Han Solo | Han Solo | Han Solo      | Han Solo      | Han Solo      | Han Solo      |               |               | Leia Organa | Leia Organa | Leia Organa | Leia Organa | Leia Organa | Leia Organa |             |             |  |  |  |  |  |  |  |  |
|                |                |                |                |                |                |  |  |                  |                  |                  |                  |                  |                  |          |          |               |               |               |               |               |               |             |             |             |             |             |             |             |             |  |  |  |  |  |  |  |  |
|                |                |                |                |                |                |  |  |                  |                  |                  |                  |                  |                  |          |          |               |               | Ben Solo      |               |               |               |             |             |             |             |             |             |             |             |  |  |  |  |  |  |  |  |

Stamboom van de familie Skywalker volgens de Expanded Universe:
| Cliegg Lars    | Cliegg Lars    | Cliegg Lars    | Cliegg Lars    | Cliegg Lars    | Cliegg Lars    |               |               | Shmi Skywalker   | Shmi Skywalker   | Shmi Skywalker   | Shmi Skywalker   | Shmi Skywalker   | Shmi Skywalker   |            |            |               |               |               |               |               |               |            |            |             |             |             |             |             |             |          |          |          |          |  |  |             |             |             |             |             |             |
| Cliegg Lars    | Cliegg Lars    | Cliegg Lars    | Cliegg Lars    | Cliegg Lars    | Cliegg Lars    |               |               | Shmi Skywalker   | Shmi Skywalker   | Shmi Skywalker   | Shmi Skywalker   | Shmi Skywalker   | Shmi Skywalker   |            |            |               |               |               |               |               |               |            |            |             |             |             |             |             |             |          |          |          |          |  |  |             |             |             |             |             |             |
|                |                |                |                |                |                |               |               |                  |                  |                  |                  |                  |                  |            |            |               |               |               |               |               |               |            |            |             |             |             |             |             |             |          |          |          |          |  |  |             |             |             |             |             |             |
| Owen Lars      | Owen Lars      | Owen Lars      | Owen Lars      | Owen Lars      | Owen Lars      |               |               | Anakin Skywalker | Anakin Skywalker | Anakin Skywalker | Anakin Skywalker | Anakin Skywalker | Anakin Skywalker |            |            | Padmé Amidala | Padmé Amidala | Padmé Amidala | Padmé Amidala | Padmé Amidala | Padmé Amidala |            |            | Bail Organa | Bail Organa | Bail Organa | Bail Organa | Bail Organa | Bail Organa |          |          |          |          |  |  |             |             |             |             |             |             |
| Owen Lars      | Owen Lars      | Owen Lars      | Owen Lars      | Owen Lars      | Owen Lars      |               |               | Anakin Skywalker | Anakin Skywalker | Anakin Skywalker | Anakin Skywalker | Anakin Skywalker | Anakin Skywalker |            |            | Padmé Amidala | Padmé Amidala | Padmé Amidala | Padmé Amidala | Padmé Amidala | Padmé Amidala |            |            | Bail Organa | Bail Organa | Bail Organa | Bail Organa | Bail Organa | Bail Organa |          |          |          |          |  |  |             |             |             |             |             |             |
|                |                |                |                |                |                |               |               |                  |                  |                  |                  |                  |                  |            |            |               |               |               |               |               |               |            |            |             |             |             |             |             |             |          |          |          |          |  |  |             |             |             |             |             |             |
|                |                |                |                |                |                |               |               |                  |                  |                  |                  |                  |                  |            |            |               |               |               |               |               |               |            |            |             |             |             |             |             |             |          |          |          |          |  |  |             |             |             |             |             |             |
| Luke Skywalker | Luke Skywalker | Luke Skywalker | Luke Skywalker | Luke Skywalker | Luke Skywalker |               |               | Mara Jade        | Mara Jade        | Mara Jade        | Mara Jade        | Mara Jade        | Mara Jade        |            |            | Han Solo      | Han Solo      | Han Solo      | Han Solo      | Han Solo      | Han Solo      |            |            | Leia Organa | Leia Organa | Leia Organa | Leia Organa | Leia Organa | Leia Organa |          |          |          |          |  |  |             |             |             |             |             |             |
| Luke Skywalker | Luke Skywalker | Luke Skywalker | Luke Skywalker | Luke Skywalker | Luke Skywalker |               |               | Mara Jade        | Mara Jade        | Mara Jade        | Mara Jade        | Mara Jade        | Mara Jade        |            |            | Han Solo      | Han Solo      | Han Solo      | Han Solo      | Han Solo      | Han Solo      |            |            | Leia Organa | Leia Organa | Leia Organa | Leia Organa | Leia Organa | Leia Organa |          |          |          |          |  |  |             |             |             |             |             |             |
|                |                |                |                |                |                |               |               |                  |                  |                  |                  |                  |                  |            |            |               |               |               |               |               |               |            |            |             |             |             |             |             |             |          |          |          |          |  |  |             |             |             |             |             |             |
|                |                |                |                |                |                |               |               |                  |                  |                  |                  |                  |                  |            |            |               |               |               |               |               |               |            |            |             |             |             |             |             |             |          |          |          |          |  |  |             |             |             |             |             |             |
|                |                |                |                | Ben Skywalker  | Ben Skywalker  | Ben Skywalker | Ben Skywalker | Ben Skywalker    | Ben Skywalker    |                  |                  | Jaina Solo       | Jaina Solo       | Jaina Solo | Jaina Solo | Jaina Solo    | Jaina Solo    |               |               | Jacen Solo    | Jacen Solo    | Jacen Solo | Jacen Solo | Jacen Solo  | Jacen Solo  |             |             | Tenel Ka    | Tenel Ka    | Tenel Ka | Tenel Ka | Tenel Ka | Tenel Ka |  |  | Anakin Solo | Anakin Solo | Anakin Solo | Anakin Solo | Anakin Solo | Anakin Solo |
|                |                |                |                | Ben Skywalker  | Ben Skywalker  | Ben Skywalker | Ben Skywalker | Ben Skywalker    | Ben Skywalker    |                  |                  | Jaina Solo       | Jaina Solo       | Jaina Solo | Jaina Solo | Jaina Solo    | Jaina Solo    |               |               | Jacen Solo    | Jacen Solo    | Jacen Solo | Jacen Solo | Jacen Solo  | Jacen Solo  |             |             | Tenel Ka    | Tenel Ka    | Tenel Ka | Tenel Ka | Tenel Ka | Tenel Ka |  |  | Anakin Solo | Anakin Solo | Anakin Solo | Anakin Solo | Anakin Solo | Anakin Solo |
|                |                |                |                |                |                |               |               |                  |                  |                  |                  |                  |                  |            |            |               |               |               |               |               |               |            |            |             |             |             |             |             |             |          |          |          |          |  |  |             |             |             |             |             |             |
|                |                |                |                |                |                |               |               |                  |                  |                  |                  |                  |                  |            |            |               |               |               |               |               |               |            |            | Allana Solo |             |             |             |             |             |          |          |          |          |  |  |             |             |             |             |             |             |